# Corvera de Asturias

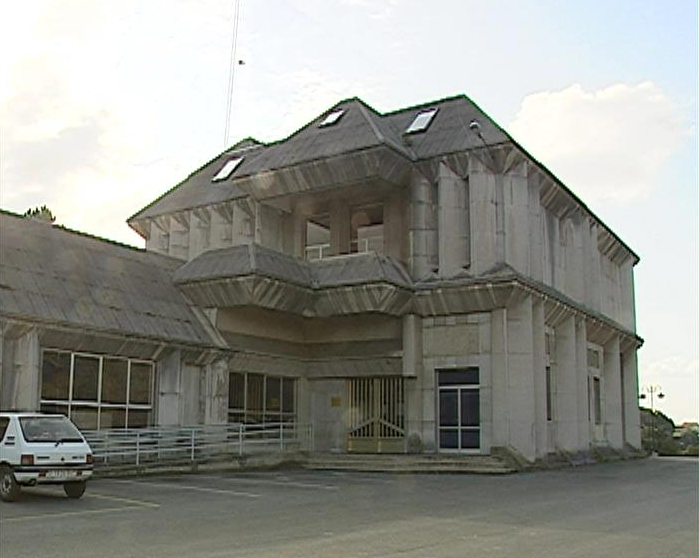
City council

Map of Corvera

Corvera de Asturias (Corvera d'Asturies trong tiếng Asturian) là một đô thị trong cộng đồng tự trị của Công quốc Asturias, Tây Ban Nha.

## Nhân khẩu
Bản mẫu:Nhân khẩu 5col